# Modellflyg

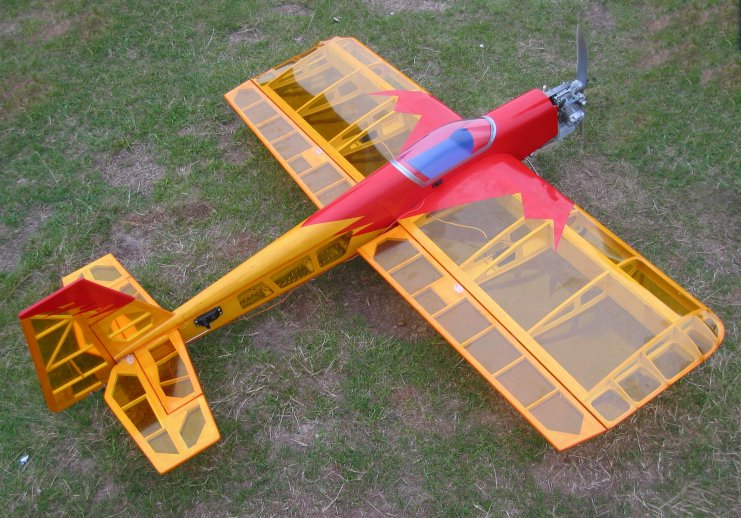
Radiostyrt modellflygplan.

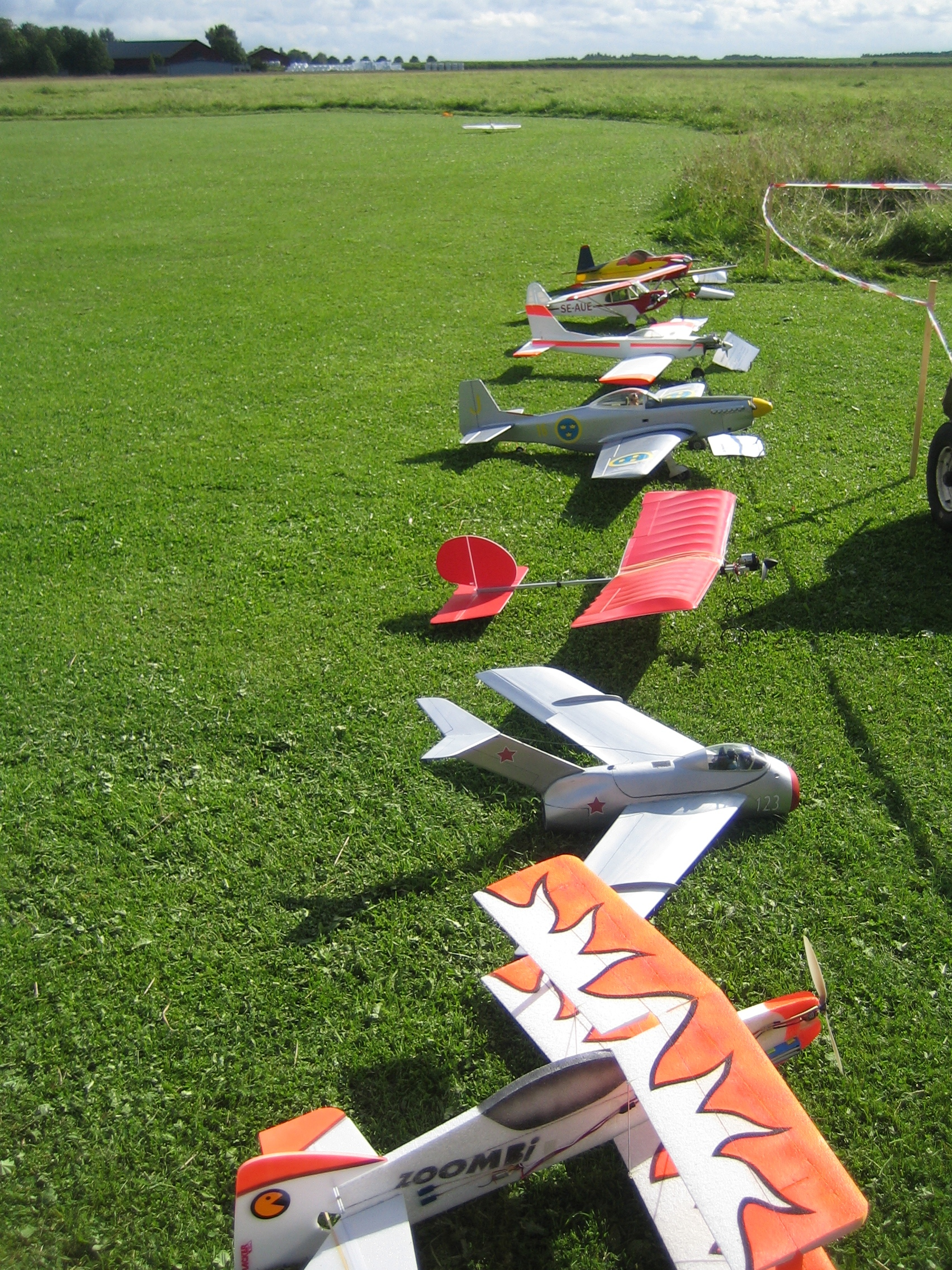
Olika modeller av radiostyrda modellflygplan, såväl elektriska som med förbränningsmotorer.

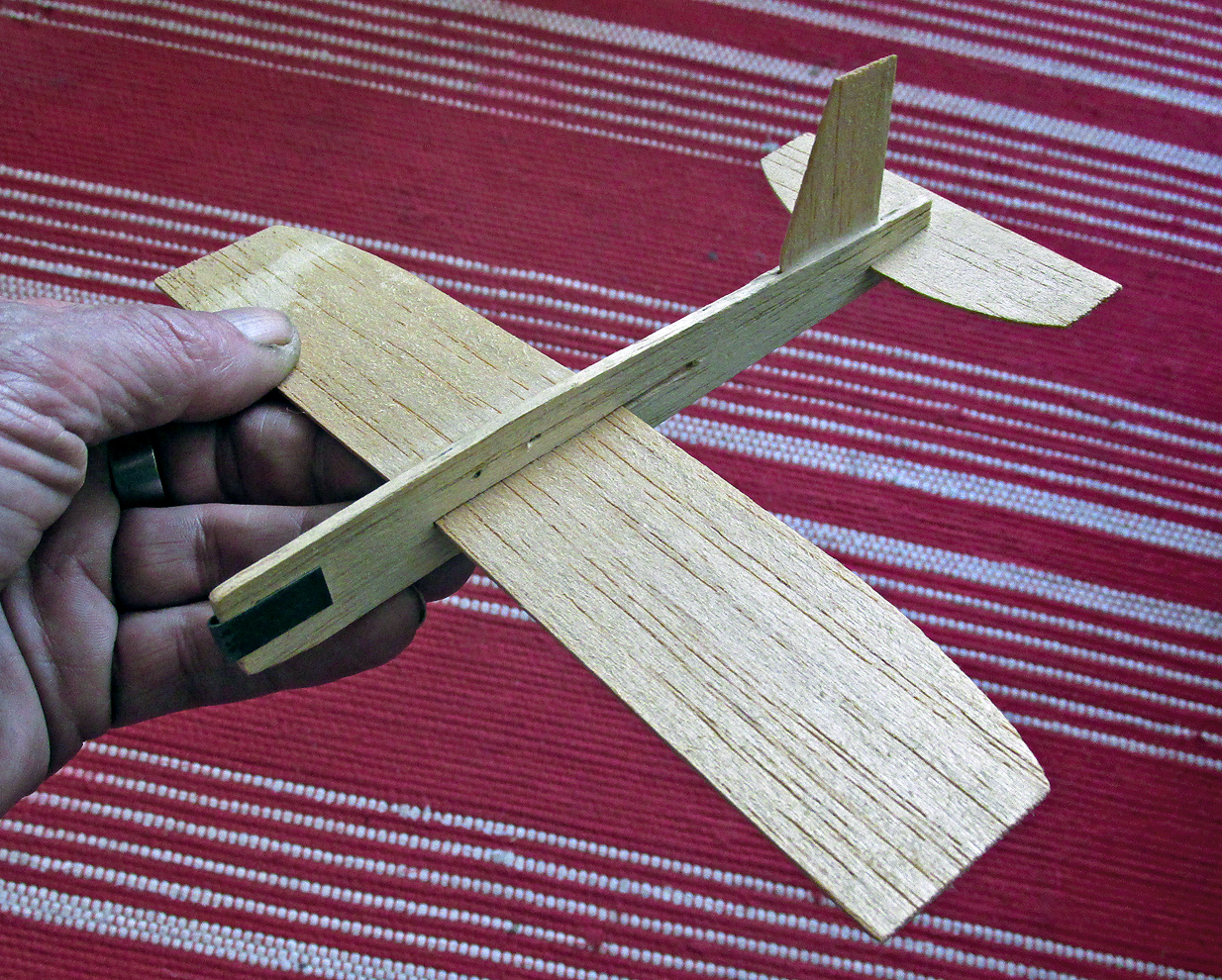
Ett litet enkelt friflygande modellflygplan helt i balsaträ en s.k. Chuck glider.

Modellflyg är en hobby som utövas av människor i alla åldrar. Modellflygplan kan delas in i många olika kategorier, men man talar i regel om de tre huvudgrenarna friflyg, linflyg respektive radioflyg - där den sistnämnda länge varit störst och attraherat flest utövare. Även raketsport förknippas oftast med modellflyget.

## Friflyg
Inom friflyg använder man sig av modellflygplan som helt saknar styrmekanism. Målet under en friflygtävling är att modellen, utan pilotens inverkan, skall flyga så länge som möjligt. I olika friflygklasser används olika metoder för att skicka upp modellen i luften, så att den sedan kan glidflyga. Typiska exempel är användandet av gummimotor, lina eller förbränningsmotor. Det finns också modeller avsedda att flyga inomhus, med en totalvikt av bara några gram. (jämför drake).

## Linflyg
En linflygmodell är försedd med en motor och styrs, precis som namnet antyder, med hjälp av linor - vilka i regel är två till antalet, och är kopplade i modellens ena vingspets, till en mekanism som styr modellens höjdroder. Under utövandet rör sig modellen kring piloten utmed periferin för en tänkt halvsfär (med en radie lika stor som linans/linornas längd) med linflygsutövaren i centrum. Linflygtävlingar genomförs med målsättningar av olika karaktär, exempelvis att flyga så fort som möjligt (Speed), att utföra ett konstflygprogram (Stunt - Aerobatics), att flera samtidigt flyger för att tillryggalägga ett visst antal varv så snabbt som möjligt, med mellanlandningar för omtankning (Team Racing), eller där två flyger samtidigt där modellerna har en pappersserpentin i aktern med målet att klippa motståndarens serpentin med den egna propellern (Combat).

## Radioflyg
En radioflygmodell styrs med hjälp av ett radiosystem. Modellflygaren använder en radiosändare som skickar en signal till en mottagare. Mottagaren skickar i sin tur små strömpulser till ett eller flera servon, vilket är elmotordrivna mekanismer som får modellen att svänga och/eller göra höjdkorrigeringar. Under senare tid har det tagits fram lättviktsflygplan som helt saknar servon. Planen är i stället försedda med två eller flera motorer, där motorernas hastighet bestämmer huruvida man stiger, sjunker eller svänger. Dessa plan saknar dock möjlighet till mer avancerad flygning.
Radioflyg var, precis som linflyg, länge främst inriktat på modeller med förbränningsmotorer drivna av metanol eller bensin, men tack vare utveckling av bättre batterier har det även blivit vanligt att man använder sig av elmotorer.
Relativt nytt är också mindre och enklare profilmodeller som består av exempelvis depron som är ett tunt (3 mm eller 6 mm är vanligast) skumplastmaterial som egentligen är framtaget för isolering i golv och väggar. Dessa modeller ser inte speciellt verklighetstrogna ut, men flyger oftast mycket bra och är mycket billigare än s.k. skalamodeller, vilka är konstruerade för att efterlikna specifika fullskaliga flygplan eller flygplanstyper. Den hängivne depronbyggaren kan dock göra otroliga skalakonstruktioner som dessutom blir mycket lättare än motsvarande balsabygge. Depronflygplan är den absolut snabbast växande modelltypen idag framförallt för att det är billigt och betydligt enklare att bygga med. Det är dessutom mycket lättare att laga ett havererat depronflygplan än ett byggt av balsa och depron är därför mer lämpligt för nybörjare.
Även radiostyrda helikoptrar har på senare år blivit allt vanligare.
Dessutom finns även radiostyrda segelflygplan. Segelplanen startas antingen med gummirep, vinsch eller bogsering efter ett radiostyrt motorplanen och de lättare modellerna kan även kastas med hjälp av en hand. Vissa segelplan har en liten elmotor (elseglare) i nosen som därför själva kan skaffa nödvändig höjd. När elmotorn slås av viks propellerbladen bakåt för att minimera luftmotståndet.

## Skalaflyg
I skalaflyg bygger man exakta kopior (så nära som bara möjligt) i miniatyr av ett fullstort flygplan som sedan i tävling bedöms efter hur verklig det ser ut samt hur verklighetstroget det flyger. Skalaflyg kan utövas antingen med friflygande, linstyrda eller radiostyrda modeller.